# Cyberdyne Systems

A Cyberdyne Systems főépületéhez közeledik John Connor, Sarah Connor, Miles Bennett Dyson és egy T-800, hogy a cég elpusztításával megelőzze az Ítélet napját.

A Cyberdyne Systems a Terminátor-univerzum egyik vállalata. A háttértörténet szerint a Cyberdyne Systems alkotta meg a Skynet védelmi rendszert, amely bekapcsolását követően 1997. augusztus 29-én, az Ítélet napján önálló létre ébred és globális atomháborút robbant ki.

## Eseményei időrendi sorrendben
|  | Alább a cselekmény részletei következnek! |

A Terminátor és a Terminátor 2 filmekben a Cyberdyne eredetileg egy átlagos könnyűipari cég a kaliforniai Szilícium-völgyben, bár a termékeit különösebben nem említik meg. Miután a jövőből érkezett T-800-as terminátort a cég egyik hidraulikus présében megsemmisítik, a megmaradt alkatrészek alapján a Cyberdyne nekilát a technológia visszafejtésének. A kiborg CPU-ját tanulmányozva a Cyberdyne új mikroprocesszorokat kezd gyártani, és az amerikai fegyveres erők jelentős beszállítójává válik.
A Terminátor-univerzumban nem részletezett előzmények után a Cyberdyne kifejleszti a mesterséges intelligenciát használó szuperszámítógépekből álló hálózatot, a Skynetet. A Skynet célja az emberi katonai és kereskedelmi pilóták helyettesítése, valamint az összes többi katonai rendszer, többek között a ballisztikus rakéták vezérlése. A rendszert 1997. augusztus 4-én kapcsolják be. Pár hetes tanulás után, 1997. augusztus 29-én, az Ítélet napján a Skynet öntudatra ébred. A rendszer üzemeltetői pánikszerűen megpróbálják a Skynetet leállítani, ezért a Skynet globális atomtámadást indít Oroszország ellen, mivel arra számít, hogy az orosz ellencsapás megsemmisíti az amerikai kezelőit. Az Ítélet napján kezdetét veszi egy hosszú ideig tartó atomháború, amelyben az emberek az egyre fejlettebb képességű gépek ellen harcolnak.
A Terminátor 2-ben, az Ítélet napját megelőzendő, szabotőrök egy csoportja megsemmisíti a Cyberdyne központját: John Connor, az emberi ellenállás későbbi vezetője, Sarah Connor, az édesanyja, Miles Bennett Dyson, a Cyberdyne különleges részlegének vezetője és egy második, jövőből érkezett T-800-as.
A Terminátor 3-ban azonban kiderül, hogy a Cyberdyne megsemmisítése csak kis mértékben befolyásolta a történelmet. A Cyberdyne főépületének elpusztulását követően a cég szabadalmait megvásárolta az amerikai kormány, és a Skynet fejlesztését a légierő folytatta. Az Ítélet napja ezért továbbra is bekövetkezik, csak a Cyberdyne pusztulása miatt később, 2004. július 24-én.
|  | Itt a vége a cselekmény részletezésének! |

## Érdekességek
- A filmben látható Cyberdyne épület a valóságban a Renco Investment Company székhelye a kaliforniai Fremont városában[1]
- A bolygó neve: Halál filmben a főszereplő Ripley felfedezi, hogy a társaság egyik tagja, Bishop, valójában egy android. (A Bishopot játszó Lance Henriksennek szánták az első Terminátor szerepét, mielőtt azt Arnold Schwarzenegger kapta.) Ripley ezen felháborodik, majd elmondja, hogy A nyolcadik utas: a Halálban egy Ash nevű android próbálta őt megölni. Bishop megkérdezi, hogy ez hogyan lehetett, amire azt a választ kapja, hogy Ash egy régebbi modell volt, amelyet a Hyperdyne Systems készített.[2] A forgatókönyvben eredetileg a Cyberdyne Systems Model 120-A/2 megnevezés szerepel. A Bolygó neve: Halált ugyanaz a James Cameron rendezte, aki a Terminátor első két részét.